# ニルス＝アスラク・ヴァルケアパー
ニルス＝アスラク・ヴァルケアパー（フィンランド語: Nils-Aslak Valkeapää、1943年3月23日 - 2001年11月26日）は、サーミ語でアイロハス（Áillohaš）としてフィンランドでの市民権を得たサーミ人のミュージシャン、芸術家、詩人。愛称はアイル。

## 経歴
フィンランドのラッピ州のエノンテキオで生まれた。両親はトナカイを遊牧するサーミ人。スウェーデンとの国境近くのカシヴァリシやノルウェーのシーボトンで人生の多くを過ごした。小学校教諭や雑誌編集長などを経て、1947年、詩集『春の夜はあふれる明り』でデビュー。その後は詩・歌・絵画などのフリーランスの芸術家として活動した。1994年にノルウェーで行われたリレハンメルオリンピックの開会式で国際的なデビューを果たした。
詩人として、トナカイ遊牧民族サーミ人の立場から技能万能主義や知識万能主義を批判する詩や自然を讃える詩を残している。
エストニアの白星勲章を受章したほか、フィンランドのオウル大学から文学名誉博士号を、ラップランド大学から教育学名誉博士号を授与された。
2001年11月に大岡信主宰のしずおか連詩の会に参加のために来日し、その帰途ヘルシンキで翻訳家大倉純一郎の家に立ち寄り、そこで没した。